# Pallilaki
Pallilaki är en bergstopp i Finland.   Den ligger i den ekonomiska regionen  Fjäll-Lappland  och landskapet Lappland, i den norra delen av landet, 800 km norr om huvudstaden Helsingfors. Toppen på Pallilaki är 572 meter över havet, eller 327 meter över den omgivande terrängen. Bredden vid basen är 7,8 km.
Terrängen runt Pallilaki är platt åt nordost, men åt sydväst är den kuperad. Trakten runt Pallilaki är nära nog obefolkad, med mindre än två invånare per kvadratkilometer. Närmaste större samhälle är Kittilä, 18,3 km öster om Pallilaki. 